# Misato-machi (Saitama)
Misato (jap. 美里町, -machi) ist eine Stadt auf der japanischen Hauptinsel Honshū im Landkreis Kodama in der Präfektur Saitama.

## Geografie
Misato liegt östlich von Honjō und westlich von Fukaya.

## Verkehr
- Straße:
  - Nationalstraße 254
- Zug:
  - JR Hachikō-Linie: Bahnhof Matsuhisa nach Hachiōji oder Takasaki

## Angrenzende Städte und Gemeinden
- Honjō
- Yorii
- Nagatoro
- Fukaya